# Allt om Mat
Allt om Mat är en tidning om mat och vindrycker. Tidningens första nummer kom ut den 5 oktober 1970. Utgivare är Bonnier News. Sedan 1986 delar tidningen ut priset Gyllene Gaffeln.

## Chefredaktörer
- Rune Ernestad, från 1970.
- Signe Rolf, fram till 1976.
- Christer Ekbom, 1983[4]–1986.
- Jan Holmström, 1986–1989.
- Håkan Larsson, fram till 2002.[5]
- Jan Holmström, 2002–2003.
- Åsa Rydgren, 2003[6]–2006.
- Katrin Ahlström, 2006[7]–2011.
- Mona Johansson, 2011[8]–2016.
- Suzanne Ribbing, 2016[9]–2020.
- Kerstin Thornström, 2020–2023.
- Erika Funke, 2023–